# Lake Rotokākahi / Green Lake

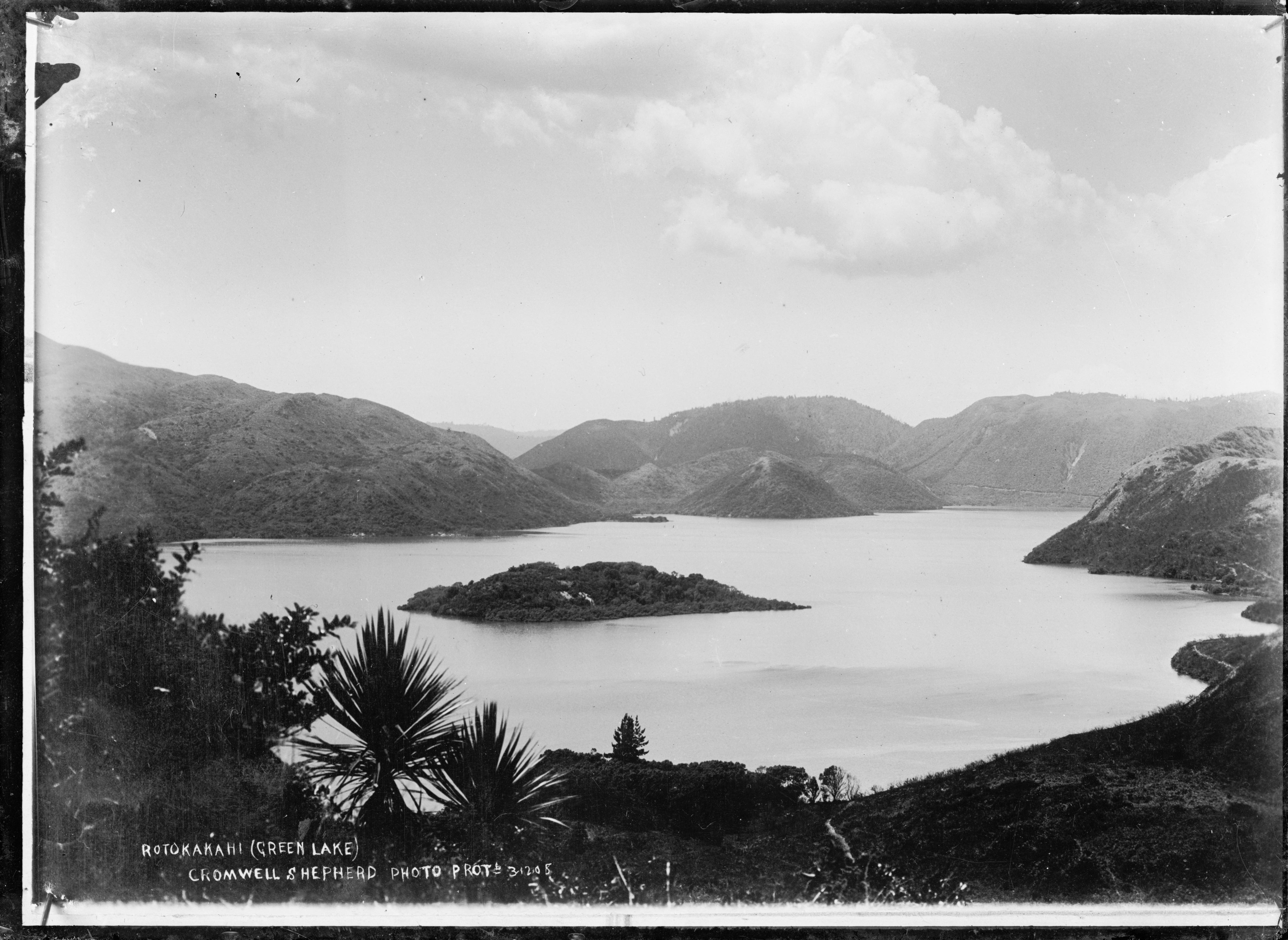
Foto mit Motutawa Island aus dem Jahr 1908
(Blick nach Nordosten)

Der Lake Rotokākahi / Green Lake, wird aufgrund seiner Farbe manchmal auch nur Green Lake genannt, ist ein Kratersee im Rotorua District der Region Bay of Plenty auf der Nordinsel von Neuseeland.

## Geographie
Der See befindet sich rund 7,5 km südöstlich von Rotorua und ist der zweitgrößte von vier Seen, die sich von Südwesten nach Nordosten zwischen dem Lake Rotorua im Nordnordwesten und dem Lake Tarawera im Osten des Sees aneinanderreihen. Mit einer Südwest-Nordost-Ausdehnung erstreckt sich der See über eine Länge von rund 4,27 km und misst an seiner breitesten Stelle rund 1,65 km in Nordwest-Südost-Richtung. Bei einer Uferlinie von rund 14,5 km dehnt sich der See über eine Fläche von rund 4,5 km² aus und besitzt ein Wassereinzugsgebiet von rund 15,7 km², hat aber als Kratersee keinen Abfluss.
Nördlich des Lake Rotokākahi / Green Lake befindet sich der Tikitapu/Blue Lake, der an einer Stelle lediglich rund 220 m entfernt liegt. Im Nordnordosten des Sees ist nach rund 3 km der Lake Ōkareka zu finden und ihm nachfolgenden in einer Entfernung von rund 7,25 km der Lake Ōkataina, der der größte der vier Seen ist. Rund 2,67 km östlich grenzt der Lake Tarawera an.
Umgeben ist der Lake Rotokākahi / Green Lake von bis zu 734 m hohen Bergen und ist von dem südlich passierenden New Zealand State Highway 5 zu erreichen.

## Geologie
Der See hat sich zusammen mit dem Tikitapu/Blue Lake vor rund 13.300 bis 13.500 Jahren durch vulkanische Aktivitäten gebildet und ist Teil des Ōkataina Volcanic Centre. Der damalige Ausbruch des Vulkans Rotorua sorgte mit seinen Asche-Ablagerungen für die Bildung des Sees.

## Wanderwege
Zwei kleine Wanderwege südlich und nordwestlich des Sees ermöglichen einige Kilometer Zugang zum See.